# Cottonwood (Inyo)
Cottonwood Mountains – małe pasmo górskie leżące w granicach Parku Narodowego Doliny Śmierci w Hrabstwie Inyo, w Kalifornii, w USA.
Północna część pasma (Tin Mountain) osiąga wysokość 2729 m, a południowy jego koniec (Towne Pass) 1511 m n.p.m.